# Macarostola haemataula
Macarostola haemataula är en fjärilsart som beskrevs av Edward Meyrick 1912. Macarostola haemataula ingår i släktet Macarostola och familjen styltmalar. Inga underarter finns listade i Catalogue of Life.